# Kilpedder
Kilpedder (in irlandese: Cill Pheadair  che significa "chiesa di Pietro") è un villaggio nella contea di Wicklow, in Irlanda.